# U-128 (1941)
| U-128                                                                                                | U-128 | U-128 |
| --- | --- | --- |
| U 128                                                                                                | | |
| | | |
| Німецький U-128 тоне поблизу Пернамбуку                                                              | | |
| Верф                                                                                                 | Deutsche Schiff- und Maschinenbau, AG Weser, Бремен | Deutsche Schiff- und Maschinenbau, AG Weser, Бремен |
| Під прапором                                                                                         | Третій Рейх | Третій Рейх |
| Належність                                                                                           | Крігсмаріне | Крігсмаріне |
| Порт приписки                                                                                        | Крістіансанн Лор'ян | Крістіансанн Лор'ян |
| Замовлення                                                                                           | 7 серпня 1939 | 7 серпня 1939 |
| Закладений                                                                                           | 10 липня 1940 | 10 липня 1940 |
| Спуск на воду                                                                                        | 20 лютого 1941 | 20 лютого 1941 |
| Введений до складу флоту                                                                             | 12 травня 1941 | 12 травня 1941 |
| На службі                                                                                            | 1941—1943 | 1941—1943 |
| Загибель                                                                                             | 17 травня 1943 року затоплений неподалік від Пернамбуку скоординованою атакою американських літаючих човнів «Марінер» і есмінців «Джоетт» та «Моффет»                   | 17 травня 1943 року затоплений неподалік від Пернамбуку скоординованою атакою американських літаючих човнів «Марінер» і есмінців «Джоетт» та «Моффет»                   |
| Сучасний статус                                                                                      | затоплений | затоплений |
| Бойовий досвід                                                                                       | Друга світова війна Битва за Атлантику Американський ТВД | Друга світова війна Битва за Атлантику Американський ТВД |
| Проєкт                                                                                               | | |
| Тип ПЧ                                                                                               | великий океанський торпедний ДПЧ | великий океанський торпедний ДПЧ |
| Основні характеристики                                                                               | | |
| Швидкість (надводна)                                                                                 | 18,2 вузла (33,7 км/год) | 18,2 вузла (33,7 км/год) |
| Швидкість (підводна)                                                                                 | 7,3 (13,5 км/год) | 7,3 (13,5 км/год) |
| Робоча глибина занурення                                                                             | 100 м | 100 м |
| Гранична глибина занурення                                                                           | 230 м | 230 м |
| Дальність плавання                                                                                   | 64 милі (119 км) на швидкості 4 вузли (7,4 км/год) (у підводному положенні) 13 450 морських миль (24 910 км на швидкості 10 вузлів (19 км/год) (у надводному положенні) | 64 милі (119 км) на швидкості 4 вузли (7,4 км/год) (у підводному положенні) 13 450 морських миль (24 910 км на швидкості 10 вузлів (19 км/год) (у надводному положенні) |
| Екіпаж                                                                                               | 48 офіцерів та матросів | 48 офіцерів та матросів |
| Розміри                                                                                              | | |
| Довжина найбільша (по КВЛ)                                                                           | 76,76 м | 76,76 м |
| Ширина корпусу найб.                                                                                 | 6,76 м | 6,76 м |
| Висота                                                                                               | 9,6 м | 9,6 м |
| Середня осадка (по КВЛ)                                                                              | 4,7 м | 4,7 м |
| Водотоннажність надводна                                                                             | 1120 т | 1120 т |
| Силова установка                                                                                     | | |
| Дизель-електрична: 2 дизельні двигуни MAN M 9 V 40/46 2 електродвигуни Siemens-Schuckert 2 GU 345/34 | | |
| Гвинти                                                                                               | 2 | 2 |
| Потужність                                                                                           | 2 × 2 200 к.с. (дизелі) 2 × 740 к.с. (електродвигуни) | 2 × 2 200 к.с. (дизелі) 2 × 740 к.с. (електродвигуни) |
| Озброєння                                                                                            | | |
| Артилерія                                                                                            | 1 × 105-мм палубна гармата SK C/32 | 1 × 105-мм палубна гармата SK C/32 |
| Торпедно- мінне озброєння                                                                            | 4 носових і 2 кормових ТА; 22 торпеди або 44 міни TMA чи 66 TMB | 4 носових і 2 кормових ТА; 22 торпеди або 44 міни TMA чи 66 TMB |
| ППО                                                                                                  | 1 × 37-мм зенітна гармата SKC/30 2 (1 × 2) × 20-мм зенітні гармати FlaK 30                                                                                              | 1 × 37-мм зенітна гармата SKC/30 2 (1 × 2) × 20-мм зенітні гармати FlaK 30                                                                                              |

U-128 — німецький великий океанський підводний човен типу IXC, що входив до складу Військово-морських сил Третього Рейху за часів Другої світової війни. Закладений 10 липня 1940 року на верфі Deutsche Schiff- und Maschinenbau, AG Weser у Бремені. Спущений на воду 20 лютого 1941 року, а 12 травня 1941 року корабель увійшов до складу ВМС нацистської Німеччини.

## Історія служби
U-128 належав до серії німецьких підводних човнів типу IXC, великих океанських човнів, призначених діяти на морських комунікаціях противника на далеких відстанях у відкритому океані. Човнів цього типу випущено 54 одиниці й вони дуже успішно та результативно проявили себе в ході бойових дій в Атлантиці. 12 травня 1941 року U-128 розпочав службу у складі 2-ї навчальної флотилії, а з 1 грудня 1941 року — після завершення підготовки — в бойовому складі цієї флотилії ПЧ Крігсмаріне.
З грудня 1941 року і до травня 1943 року U-128 здійснив 6 бойових походів в Атлантичний океан, в яких провів 355 днів і потопив 12 торговельних суден загальною водотоннажністю 83 639 тонн.
17 травня 1943 року затоплений неподалік від Пернамбуку скоординованою атакою американських летючих човнів «Марінер» і есмінців «Джоетт» та «Моффет». 7 членів екіпажу загинули, 47 були врятовані.

## Командири
- Капітан-лейтенант Ульріх Гайзе (12 травня 1941 — 28 лютого 1943);
- Оберлейтенант-цур-зее Герман Штайнерт (1 березня — 17 травня 1943).

## Перелік уражених U-128 суден у бойових походах
| №                                                             | Дата              | Командир ПЧ        | Назва                 | Тип                | Належність      | Водотоннажність (брт) | Вантаж                                                            | Конвой        | Результат та координати                                                | Наслідки атаки для екіпажу     | Прим. |
| ------------------------------------------------------------- | ----------------- | ------------------ | --------------------- | ------------------ | --------------- | --------------------- | ----------------------------------------------------------------- | ------------- | ---------------------------------------------------------------------- | ------------------------------ | ----- |
| Перший похід (11.12—24.12.1941, 14 діб; Крістіансанн—Лор'ян)  |                   |                    |                       |                    |                 |                       |                                                                   |               |                                                                        |                                |       |
| Другий похід (08.01—23.03.1942, 75 діб; Лор'ян—Лор'ян)        |                   |                    |                       |                    |                 |                       |                                                                   |               |                                                                        |                                |       |
| 1                                                             | 19 лютого 1942    | KptLt Ульріх Гайзе | Pan Massachusetts     | танкер             | США             | 8 202                 | 104 000 барелів очищеної нафти, бензин, керосин та дизельне масло |               | потоплений 28°27′ пн. ш. 80°08′ зх. д. / 28.450° пн. ш. 80.133° зх. д. | 38 (20 загинули та 18 вижили)  |       |
| 2                                                             | 22 лютого 1942    | KptLt Ульріх Гайзе | Cities Service Empire | танкер             | США             | 8 103                 | 9400 барелів сирої нафти                                          |               | потоплений 28°25′ пн. ш. 80°02′ зх. д. / 28.417° пн. ш. 80.033° зх. д. | 50 (14 загинули та 36 вижили)  |       |
| 3                                                             | 5 березня 1942    | KptLt Ульріх Гайзе | O.A. Knudsen          | танкер             | Норвегія        | 11 007                | бензин і мазут                                                    |               | потоплений 26°17′ пн. ш. 75°50′ зх. д. / 26.283° пн. ш. 75.833° зх. д. | 40 (2 загинули та 38 вижили)   |       |
| Третій похід (25.04—22.07.1942, 89 діб; Лор'ян—Лор'ян)        |                   | KptLt Ульріх Гайзе |                       |                    |                 |                       |                                                                   |               |                                                                        |                                |       |
| 4                                                             | 13 травня 1942    | KptLt Ульріх Гайзе | Denpark               | суховантажне судно | Велика Британія | 3491                  | 5000 тонн марганцевої руди                                        | Конвой SL 109 | потоплено 22°28′ пн. ш. 28°10′ зх. д. / 22.467° пн. ш. 28.167° зх. д.  | 46 (21 загинув та 25 вижили)   |       |
| 5                                                             | 8 червня 1942     | KptLt Ульріх Гайзе | South Africa          | танкер             | Норвегія        | 9 234                 | 9614 тонн мастильного дистиляту та 4146 тонн дизельного палива    |               | потоплений 12°47′ пн. ш. 49°44′ зх. д. / 12.783° пн. ш. 49.733° зх. д. | 42 (6 загинули та 36 вижили)   |       |
| 6                                                             | 21 червня 1942    | KptLt Ульріх Гайзе | West Ira              | суховантажне судно | США             | 5681                  | 6418 тонн генерального вантажу                                    |               | потоплено 12°28′ пн. ш. 57°05′ зх. д. / 12.467° пн. ш. 57.083° зх. д.  | 49 (1 загиблий та 48 вцілілих) |       |
| 7                                                             | 23 червня 1942    | KptLt Ульріх Гайзе | Andrea Brøvig         | танкер             | Норвегія        | 10 173                | 14 000 тонн нафти                                                 |               | потоплений 12°10′ пн. ш. 59°10′ зх. д. / 12.167° пн. ш. 59.167° зх. д. | 40 (усі вижили)                |       |
| 8                                                             | 27 червня 1942    | KptLt Ульріх Гайзе | Polybius              | суховантажне судно | США             | 7041                  | 7671 тонна марганцевої руди та генерального вантажу               |               | потоплено 10°55′ пн. ш. 57°40′ зх. д. / 10.917° пн. ш. 57.667° зх. д.  | 44 (10 загинули та 34 вижили)  |       |
| П'ятий похід (14.09.1942—15.01.1943, 124 доби; Лор'ян—Лор'ян) |                   | KptLt Ульріх Гайзе |                       |                    |                 |                       |                                                                   |               |                                                                        |                                |       |
| 9                                                             | 8 листопада 1942  | KptLt Ульріх Гайзе | Maloja                | суховантажне судно | Норвегія        | 6400                  | 1020 тонн вугілля та 87 літаків                                   | Конвой ON 138 | потоплено 11°58′ пн. ш. 27°08′ зх. д. / 11.967° пн. ш. 27.133° зх. д.  | 41 (2 загинули та 39 вижили)   |       |
| 10                                                            | 10 листопада 1942 | KptLt Ульріх Гайзе | Cerinthus             | танкер             | Велика Британія | 3878                  | баласт                                                            | Конвой ON 141 | потоплений 12°27′ пн. ш. 27°45′ зх. д. / 12.450° пн. ш. 27.750° зх. д. | 40 (20 загинули та 20 вижили)  |       |
| 11                                                            | 10 листопада 1942 | KptLt Ульріх Гайзе | Start Point           | суховантажне судно | Велика Британія | 5923                  | 6280 тонн вугілля                                                 | Конвой ON 141 | потоплено 13°12′ пн. ш. 27°27′ зх. д. / 13.200° пн. ш. 27.450° зх. д.  | 47 (2 загинули та 45 вижили)   |       |
| 12                                                            | 5 грудня 1942     | KptLt Ульріх Гайзе | Teesbank              | суховантажне судно | Велика Британія | 5136                  | баласт                                                            |               | потоплено 3°33′ пн. ш. 29°35′ зх. д. / 3.550° пн. ш. 29.583° зх. д.    | 62 (1 загиблий та 61 вцілілий) |       |